# Joseph Francis Martino
Joseph Francis Martino (Filadelfia, 1º maggio 1946) è un vescovo cattolico statunitense, dal 31 agosto 2009 vescovo emerito di Scranton.

## Biografia
Joseph Francis Martino è nato a Filadelfia, Pennsylvania, il 1º maggio 1946

### Formazione e ministero sacerdotale
Dopo le scuole primarie e secondarie, ha studiato filosofia al seminario di "San Carlo Borromeo" di Overbrook. È stato quindi inviato a Roma per proseguire gli studi teologici al Pontificio collegio americano del Nord e alla Pontificia Università Gregoriana,  ove ha ottenuto la licenza in teologia.
Il 18 dicembre 1970 è stato ordinato presbitero per l'arcidiocesi di Filadelfia a Roma da monsignor James Aloysius Hickey. In seguito è stato vicario parrocchiale della parrocchia dell'Epifania a Filadelfia dal 1970 al 1977. Dal 1977 al 1982 ha studiato per il dottorato in storia della Chiesa presso la Pontificia Università Gregoriana a Roma. Rientrato nell'arcidiocesi è stato insegnante presso la Bishop Shanahan High School a West Chester dal 1982 al 1986; docente di storia ecclesiastica e decano del seminario arcidiocesano "San Carlo Borromeo" di Overbrook dal 1986 al 1990; direttore dell'ufficio arcidiocesano per gli affari ecumenici e interreligiosi dal 1990 al 1992 e direttore dell'ufficio arcidiocesano per il rinnovamento della vita pastorale dal 1992 al 1997.
Nel 1991 è stato nominato prelato d'onore di Sua Santità. Ha dato un grande contributo alla causa di beatificazione di madre Katharine Mary Drexel.

### Ministero episcopale
Il 24 gennaio 1996 papa Giovanni Paolo II lo ha nominato vescovo ausiliare di Filadelfia e titolare di Celle di Mauritania. Ha ricevuto l'ordinazione episcopale l'11 marzo successivo nella cattedrale dei Santi Pietro e Paolo a Filadelfia dal cardinale Anthony Joseph Bevilacqua, arcivescovo metropolita di Filadelfia, co-consacranti l'arcivescovo metropolita di New Orleans Francis Bible Schulte e il vescovo ausiliare di Filadelfia Edward Peter Cullen. Ha prestato servizio come vicario generale e direttore dell'ufficio arcidiocesano per gli affari ecumenici ed inter-religiosi. È stato anche co-presidente della Conferenza statale della Pennsylvania per la cooperazione tra Chiese.
Il 5 luglio 2003 lo stesso papa Giovanni Paolo II lo ha nominato vescovo di Scranton. Ha preso possesso della diocesi il 1º ottobre successivo con una cerimonia nella cattedrale di San Pietro a Scranton.
Nel gennaio del 2007 monsignor Martino decise di chiudere diverse scuole della diocesi. Fra di esse vi erano le secondarie Bishop O'Reilly, Seton Catholic, Bishop Hafey, Bishop Hoban, Bishop O'Hara e Bishop Hannan e diverse scuole elementari. In totale vennero chiuse circa trenta scuole.
Nel gennaio del 2009 annunciò che a causa della carenza di sacerdoti e della diminuzione delle risorse finanziarie, la diocesi di Scranton avrebbe chiuso o accorpato quasi la metà delle sue 209 parrocchie.
In seno alla Conferenza dei vescovi cattolici degli Stati Uniti è stato consultore del comitato per il dialogo inter-religioso.
All'inizio di giugno del 2009 ha presentato le dimissioni. Ha dichiarato di soffrire di "insonnia e fatica paralizzante". Il 31 agosto successivo papa Benedetto XVI ha accettato la sua rinuncia al governo pastorale della diocesi per motivi di salute. Lo stesso giorno il cardinale Justin Francis Rigali è stato nominato amministratore apostolico della diocesi. Monsignor Joseph Charles Bambera è stato invece nominato delegato ad omnia.
Oltre all'inglese, parla l'italiano e conosce lo spagnolo, il tedesco e il francese.

## Opinioni

### Elezioni presidenziali del 2008
Durante le elezioni presidenziali del 2008 monsignor Martino ha pubblicato una lettera pastorale in cui dichiarava che "funzionari pubblici cattolici che persistono nel sostegno pubblico all'aborto [...] non dovrebbero prendere parte o essere ammessi al sacramento della Santa Comunione". Questo fu particolarmente controverso dal momento che sembrava riferirsi in particolare al candidato vicepresidente democratico, il senatore Joe Biden, originario di Scranton. Il vescovo ha confermato che a Biden sarebbe stata rifiutata la comunione se avesse visitato la regione.
Alla fine di ottobre, Martino fece un'apparizione inaspettata in un forum politico cattolico a Honesdale, dove dichiarò: "Nessun documento della USCCB è rilevante in questa diocesi. [...] C'è un maestro in questa diocesi e questi punti non sono discutibili".
Dopo l'inaugurazione di Barack Obama, Martino ha accusato il senatore Bob Casey, un cattolico che si oppone all'aborto, di "cooperare con [...] il male" sostenendo l'abrogazione da parte di Obama della "Mexico City policy", che proibiva il finanziamento federale per l'aiuto alla pianificazione familiare in terra straniera a gruppi che offrono servizi di aborto. Ha dichiarato che l'opposizione di Casey alla "Mexico City policy" "significherà la morte di migliaia di bambini non ancora nati". Il senatore ha sostenuto che il finanziamento di questi gruppi avrebbe ridotto il numero di aborti, promuovendo la contraccezione e altri metodi per evitare gravidanze indesiderate. Martino gli ha risposto, ricordando che "non è mai consentito usare mezzi immorali (ad esempio la contraccezione artificiale) per raggiungere un buon fine".
Martino ha spiegato le sue dichiarazioni a favore della vita dicendo: "Parlo così con forza del diritto alla vita - alla santità della vita - dal suo inizio al concepimento fino alla morte naturale, [così] che non ci facciamo Dio, come ha fatto la Germania nazista".

### Apparizione di Keith Boykin
Il 17 febbraio 2009 monsignor Martino ha espresso la sua "assoluta disapprovazione" all'apparizione presso la Misericordia University a Dallas di Keith Boykin, autore di best seller e sostenitore dei diritti degli omosessuali, che parlò alla cena annuale e nell'ambito del Black History Month. Il vescovo ha descritto le opinioni di Boykin come "inquietantemente opposte" e "antitetiche" all'insegnamento cattolico e ha affermato che "la Misericordia University in questo caso stesse decisamente fallendo nel mantenere la sua identità cattolica".
In risposta ai commenti di Martino, la Misericordia University ha insistito sul fatto che "è profondamente impegnata nella sua missione cattolica. Inseparabile da quella missione che è la nostra identità come istituzione accademica in cui idee e posizioni vengono esplorate in modo critico e libero". L'ateneo ha osservato che il discorso di Boykin non doveva essere un forum di patrocinio su una questione particolare.
All'inizio di quel mese Martino ha condannato anche la produzione di Eve Ensle I monologhi della vagina e ha minacciato di licenziare due dipendenti della diocesi se fossero stati coinvolti nello spettacolo. Una studentessa della Holy Redeemer High School è stata minacciata di espulsione se vi avesse preso parte.

### Celebrazioni per il giorno di San Patrizio
Alla fine di febbraio del 2009, Martino ha detto a tre organizzazioni locali irlandesi che avrebbe chiuso la cattedrale di San Pietro durante le celebrazioni del giorno di San Patrizio se i gruppi avessero fatto partecipare funzionari di opinioni pro-choice nei loro eventi annuali. Martino, "determinato a prevenire uno scandalo", ha affermato che a tali funzionari non dovrebbero essere "date posizioni nella sfilata o opportunità sul palco né di essere riconosciuti o di parlare ai partecipanti riuniti", che "onorerebbero i funzionari a favore dell'aborto" e farebbe sembrare che "la Chiesa cattolica è vista coinvolta in questo onore".

## Genealogia episcopale
La genealogia episcopale è:
- Cardinale Scipione Rebiba
- Cardinale Giulio Antonio Santori
- Cardinale Girolamo Bernerio, O.P.
- Arcivescovo Galeazzo Sanvitale
- Cardinale Ludovico Ludovisi
- Cardinale Luigi Caetani
- Cardinale Ulderico Carpegna
- Cardinale Paluzzo Paluzzi Altieri degli Albertoni
- Papa Benedetto XIII
- Papa Benedetto XIV
- Cardinale Enrico Enriquez
- Arcivescovo Manuel Quintano Bonifaz
- Cardinale Buenaventura Córdoba Espinosa de la Cerda
- Cardinale Giuseppe Maria Doria Pamphilj
- Papa Pio VIII
- Papa Pio IX
- Cardinale Alessandro Franchi
- Cardinale Giovanni Simeoni
- Cardinale Antonio Agliardi
- Cardinale Basilio Pompilj
- Cardinale Adeodato Piazza, O.C.D.
- Cardinale Luigi Raimondi
- Vescovo Francis John Mugavero
- Cardinale Anthony Joseph Bevilacqua
- Vescovo Joseph Francis Martino